# HD180473
HD180473 — хімічно пекулярна зоря спектрального класу A1, що має видиму зоряну величину в смузі V приблизно  8,4.
Вона  розташована на відстані близько 688,1 світлових років від Сонця.